# Beker van Rusland (vrouwenhandbal)
De Beker van Rusland is een bekercompetitie voor vrouwen in het Russische handbal, die naast de reguliere competities wordt georganiseerd. De inrichtende macht is de Союза гандболистов Россия (HUR). Het eerste bekertoernooi vond plaats in 2006.
Anno 2019 is Rostov-Don recordkampioen, met 9 titels.

## Opzet
De competitie bestaat uit een voorbereidende fase (round-robin eliminatiewedstrijden), kwartfinales, halve finales, de wedstrijd om de derde plaats en de finale.

## Bekerwinnaars
| Jaar    | Locatie           | Winnaar           | Finalist          | 3e plaats           |
| ------- | ----------------- | ----------------- | ----------------- | ------------------- |
| 2006    | Togliatti         | Lada Togliatti    | Zvezda Zvenigorod | HC Astrakhanochka   |
| 2007    | Rostov aan de Don | Rostov-Don        | Lada Togliatti    | Kouban Krasnodar    |
| 2007/08 | Rostov aan de Don | Rostov-Don        | KSK Luch Moscou   | Niet gespeeld       |
| 2008/09 | Rostov aan de Don | Zvezda Zvenigorod | Lada Togliatti    | HC Dinamo Volgograd |
| 2009/10 | Zvenigorod        | Zvezda Zvenigorod | Rostov-Don        | Lada Togliatti      |
| 2010/11 | Rostov aan de Don | Zvezda Zvenigorod | Rostov-Don        | Kouban Krasnodar    |
| 2011/12 | Rostov aan de Don | Rostov-Don        | Zvezda Zvenigorod | Lada Togliatti      |
| 2012/13 | Rostov aan de Don | Rostov-Don        | Zvezda Zvenigorod | Lada Togliatti      |
| 2013/14 | Zvenigorod        | Zvezda Zvenigorod | Kouban Krasnodar  | Lada Togliatti      |
| 2014/15 | Rostov aan de Don | Rostov-Don        | Lada Togliatti    | Zvezda Zvenigorod   |
| 2015/16 | Astrakhan         | Rostov-Don        | HC Astrakhanochka | Kouban Krasnodar    |
| 2016/17 | Rostov aan de Don | Rostov-Don        | Kouban Krasnodar  | HC Astrakhanochka   |
| 2017/18 | Rostov aan de Don | Rostov-Don        | Kouban Krasnodar  | HC Astrakhanochka   |
| 2018/19 | Rostov aan de Don | Rostov-Don        | Lada Togliatti    | Zvezda Zvenigorod   |

## Statistieken
| Rang | Club              | Titels | Jaren                                                                        |
| ---- | ----------------- | ------ | ---------------------------------------------------------------------------- |
| 1    | Rostov-Don        | 9      | 2007, 2007/08, 2011/12, 2012/13, 2014/15, 2015/16, 2016/17, 2017/18, 2018/19 |
| 2    | Zvezda Zvenigorod | 4      | 2008/09, 2009/10, 2010/11, 2013/14                                           |
| 3    | Lada Togliatti    | 1      | 2006                                                                         |